# Roberta Dodd Crawford
Roberta Dodd Crawford, née le 5 août 1897 à Bonham (Texas) et morte à Dallas le 14 juin 1954, est une soprano lyrique afro-américaine qui s'est produite aux États-Unis et à Paris dans les années 1920 et 1930. 
Épouse du prince activiste Kojo Tovalou Houénou du Dahomey, à la mort de ce dernier, les autorités coloniales françaises confisquent les biens du couple, et elle se trouve sans ressources. Elle passe misérablement les années d’Occupation à Paris, avant de retourner au Texas où elle meurt d’une crise cardiaque  (à l’âge de 56 ans)  en 1954.

## Biographie

### Premières années
Roberta Dodd Crawford est née le 5 août 1897 à Bonham, au Texas. Dans sa jeunesse, elle est active dans la chorale de l’église, à tel point qu’en raison de ses talents de chanteuse, plusieurs bienfaitrices blanches de la communauté l’ont financée pour qu'elle puisse étudier au Wiley College (en). Elle entre ensuite à l’Université Fisk de Nashville, puis en 1920, elle intègre le Chicago College of Performing Arts (en) dans l’enceinte de l’Université Roosevelt. Dans ces institutions, elle étudie  avec des professeurs et chanteurs éminents, parmi lesquels Roland Hayes et Hattie Van Buren. Pendant son séjour à Chicago, elle épouse William B. Crawford, un capitaine de l'armée américaine.

### Carrière et mariages
Son premier grand récital a lieu le 15 avril 1926 au Kimball Hall de Chicago où elle chante des pièces classiques en cinq langues différentes et inclut des chants de compositeurs afro-américains, comme Nathaniel Clark Smith (en). Elle est l'une des rares chanteuses d'opéra de l’époque à chanter en espagnol. Cette représentation est suivie de plusieurs  spectacles dans le Missouri, l'Illinois, le Minnesota et le Texas (y compris un concert à Bonham). À la fin des années 20, sa relation avec William B Crawford prend fin ; les sources sont divergentes, à cet égard ; certaines parlent d’un veuvage, d’autres d’un divorce .
Au début de l’année 1929, elle s'installe à Paris  et étudie avec la mezzo-soprano Blanche Marchesi et chante à la  Salle Gaveau. En 1931 lors de son séjour à Paris, elle rencontre Kojo Tovalou Houénou, un éminent avocat et écrivain africain lié à la famille royale du royaume du Dahomey (actuel Bénin). Crawford et Houénou se marient le 6 mars 1932 à Paris et y passent les premières années de leur mariage.  Le couple est très lié aux communautés africaines et afro-américaines du Paris des années 1930 et est actif dans les domaines artistique et culturel. Pendant cette période, elle se fait appeler Princesse Tovalou Houénou et continue à se produire à Paris.
Puis progressivement, le couple passe de plus en plus de temps au Dahomey, au Sénégal et dans d'autres parties de l'Afrique de l'Ouest. Houénou qui est politiquement engagé est continuellement inquiété ou arrêté par les autorités françaises. Il meurt le 13 juillet 1936  à Dakar dans une prison française.

### Dernières années
Après la mort de Houénou, Crawford n'a pu entrer en possession de la propriété commune du couple, qui comprenait ses biens propres  ;  tous leurs avoirs ont été confisqués par les autorités coloniales françaises. Crawford est ainsi retournée tant bien que mal à Paris, où elle a vécu avec des amis et a travaillé pour la Bibliothèque nationale à la fin des années 1930.
Lorsque l'Allemagne nazie a pris le contrôle de la capitale au début de la Seconde Guerre mondiale, en tant qu'Afro-Américaine, son travail et sa liberté ont été sévèrement limités, par l'impossibilité d'obtenir des permis de travail et notamment par des périodes d'assignation à résidence, ou d’emprisonnement dans des camps d'internement. Certains rapports contradictoires indiquent qu'elle aurait été détenue dans un camp de concentration.
Lorsque les troupes alliées entrent dans Paris, et que la ville est libérée, elle a recommencé à chanter et a travaillé pour la Croix-Rouge à divertir les troupes. Cependant, affaiblie par l'anémie et la malnutrition, elle ne peut travailler régulièrement et est retournée au Texas vers 1950.
Elle est morte le 14 juin 1954 d'une crise cardiaque à Dallas et est enterrée, dans une tombe anonyme, au cimetière de Gates Hill à Bonham .